# دوري اسطنبول لكرة القدم 1946–47
دوري اسطنبول لكرة القدم 1946–47 (بالتركية: 1946-47 İstanbul Futbol Ligi)‏ هو موسم من دوري اسطنبول لكرة القدم ‏. فاز فيه نادي فناربخشه.